# Loxosceles
Loxosceles es un género de arañas araneomorfas de la familia Sicariidae altamente venenosas. Tiene una amplia distribución mundial; Loxosceles laeta, la que posee mayor distribución en Sudamérica, es sin duda la más tóxica y peligrosa. 
Se les conoce también como arañas violinistas y arañas del rincón.
Las arañas del género Loxosceles se pueden encontrar en todo el mundo. Son más de 100 especies descritas en muchos países de Europa, África, Oceanía, Asia, Norteamérica y Sudamérica, donde han sido descritas más de 30 especies. Las especies más importantes del género Loxosceles son L. gaucho, L. intermedia, L. laeta, L. deserta y L. reclusa de acuerdo a su distribución geográfica y el número de mordidas notificadas con lesiones considerables y grado de letalidad (Pauli et al., 2006).
Otros investigadores también afirman que la distribución de este género está altamente concentrada en el hemisferio occidental, particularmente en las zonas urbanas de las regiones tropicales de América del Sur (Swanson y Vetter, 2006). Swanson y Vetter (2006) mencionan que existen alrededor de 11 especies nativas y dos no nativas de arañas del género Loxosceles que se encuentran en Norteamérica, aunque otros autores señalan que tan solo en México existen entre 18 y 30 especies endémicas mientras que en Centroamérica se encuentran 38 especies (Swanson y Vetter, 2006; Quero et al.,2004).
La araña L. reclusa es la más conocida y la de mayor causa de envenenamiento en el continente americano por la gran cantidad de casos que se presentan (Swanson y Vetter, 2006). La mordedura de estas arañas suele ser de alta peligrosidad en el ser humano, ya que produce cuadros médicos de loxoscelismo, con fuertes consideraciones a producir gangrena, o, en el peor de los casos, la muerte.

## Especies
- Loxosceles accepta Chamberlin, 1920 (Perú)
- Loxosceles adelaida Gertsch, 1967 (Brasil)
- Loxosceles alamosa Gertsch & Ennik, 1983 (México)
- Loxosceles alicea Gertsch, 1967 (Perú)
- Loxosceles amazonica Gertsch, 1967 (Brasil)
- Loxosceles anomala Mello-Leitão, 1917 (Brasil)
- Loxosceles apachea Gertsch & Ennik, 1983 (Estados Unidos, México)
- Loxosceles aphrasta Wang, 1994 (China)
- Loxosceles aranea Gertsch, 1973 (México)
- Loxosceles arizónica Gertsch & Mulaik, 1940 (Estados Unidos)
- Loxosceles aurea Gertsch, 1973 (México)
- Loxosceles baja Gertsch & Ennik, 1983 (México)
- Loxosceles barbara Gertsch & Ennik, 1983 (México)
- Loxosceles belli Gertsch, 1973 (México)
- Loxosceles bentejui Planas & Ribera, 2015 (Islas Canarias)
- Loxosceles bergeri Strand, 1906 (Namibia, Sudáfrica)
- Loxosceles bettyae Gertsch, 1967 (Perú)
- Loxosceles blancasi Gertsch, 1967 (Perú)
- Loxosceles blanda Gertsch & Ennik, 1983 (Estados Unidos)
- Loxosceles boneti Gertsch, 1958 (México, El Salvador)
- Loxosceles candela Gertsch & Ennik, 1983 (México)
- Loxosceles caribbaea Gertsch, 1958 (Grandes Antillas)
- Loxosceles carmena Gertsch & Ennik, 1983 (México)
- Loxosceles chapadensis Bertani, Fukushima & Nagahama, 2010 (Brasil)
- Loxosceles chinateca Gertsch & Ennik, 1983 (México)
- Loxosceles colima Gertsch, 1958 (México)
- Loxosceles conococha Gertsch, 1967 (Perú)
- Loxosceles coquimbo Gertsch, 1967 (Chile)
- Loxosceles coyote Gertsch & Ennik, 1983 (México)
- Loxosceles cubana Gertsch, 1958 (Cuba, Bahamas)
- Loxosceles deserta Gertsch, 1973 (Estados Unidos, México)
- Loxosceles devia Gertsch & Mulaik, 1940 (Estados Unidos, México)
- Loxosceles fontainei Millot, 1941 (Guinea)
- Loxosceles foutadjalloni Millot, 1941 (Guinea)
- Loxosceles francisca Gertsch & Ennik, 1983 (México)
- Loxosceles frizzelli Gertsch, 1967 (Perú)
- Loxosceles gaucho Gertsch, 1967 (Brasil, Tunicia)
- Loxosceles gloria Gertsch, 1967 (Ecuador, Perú)
- Loxosceles guajira Gutiérrez, Cala & Florez, 2015 (Colombia)
- Loxosceles guatemala Gertsch, 1973 (Guatemala)
- Loxosceles harrietae Gertsch, 1967 (Perú)
- Loxosceles herreri Gertsch, 1967 (Perú)
- Loxosceles hirsuta Mello-Leitão, 1931 (Brasil, Paraguay, Argentina)
- Loxosceles huasteca Gertsch & Ennik, 1983 (México)
- Loxosceles hupalupa Planas & Ribera, 2015 (Islas Canarias)
- Loxosceles immodesta Mello-Leitão, 1917 (Brasil)
- Loxosceles inca Gertsch, 1967 (Perú)
- Loxosceles insula Gertsch & Ennik, 1983 (México)
- Loxosceles intermedia Mello-Leitão, 1934 (Brasil, Argentina)
- Loxosceles jaca Gertsch & Ennik, 1983 (México)
- Loxosceles jamaica Gertsch & Ennik, 1983 (Jamaica)
- Loxosceles jarmila Gertsch & Ennik, 1983 (Jamaica)
- Loxosceles julia Gertsch, 1967 (Perú)
- Loxosceles kaiba Gertsch & Ennik, 1983 (Estados Unidos)
- Loxosceles lacroixi Millot, 1941 (Costa de Marfil)
- Loxosceles lacta Wang, 1994 (China)
- Loxosceles laeta Nicolet, 1849 (Sudamérica, Finlandia, Australia)
- Loxosceles lawrencei Caporiacco, 1955 (Venezuela, Trinidad, Curaçao)
- Loxosceles lutea Keyserling, 1877 (Colombia, Ecuador)
- Loxosceles luteola Gertsch, 1973 (México)
- Loxosceles mahan Planas & Ribera, 2015 (Islas Canarias)
- Loxosceles maisi Sánchez & Brescovit, 2013 (Cuba)
- Loxosceles malintzi Valdez-Mondragón, Cortez-Roldán, Juárez-Sánchez & Solís-Catalán, 2018 (México)
- Loxosceles manuela Gertsch & Ennik, 1983 (México)
- Loxosceles martha Gertsch & Ennik, 1983 (Estados Unidos)
- Loxosceles meruensis Tullgren, 1910 (Tanzania)
- Loxosceles misteca Gertsch, 1958 (México)
- Loxosceles mogote Sánchez & Brescovit, 2013 (Cuba)
- Loxosceles mrazig Planas & Ribera, 2015 (Túnez)
- Loxosceles mulege Gertsch & Ennik, 1983 (México)
- Loxosceles nahuana Gertsch, 1958 (México)
- Loxosceles neuvillei Simon, 1909 (Somalia, África Oriental)
- Loxosceles niedeguidonae Gonçalves, Bertani, Nagahama &  Ribeiro, 2012 (Brasil)
- Loxosceles olmea Gertsch, 1967 (Perú)
- Loxosceles pallidecolorata Strand, 1906 (Etiopía)
- Loxosceles palma Gertsch & Ennik, 1983 (Estados Unidos, México)
- Loxosceles panamá Gertsch, 1958 (Panamá)
- Loxosceles parramae Newlands, 1981 (Sudáfrica)
- Loxosceles pilosa Purcell, 1908 (Namibia, Sudáfrica)
- Loxosceles piura Gertsch, 1967 (Perú)
- Loxosceles pucara Gertsch, 1967 (Perú)
- Loxosceles puortoi Martins, Knysak & Bertani, 2002 (Brasil)
- Loxosceles reclusa Gertsch & Mulaik, 1940 (Norteamérica)
- Loxosceles rica Gertsch & Ennik, 1983 (Costa Rica)
- Loxosceles rosana Gertsch, 1967 (Perú)
- Loxosceles rothi Gertsch & Ennik, 1983 (México)
- Loxosceles rufescens Dufour, 1820 (cosmopolita)
- Loxosceles rufipes Lucas, 1834 (Guatemala, Panamá, Colombia)
- Loxosceles russelli Gertsch & Ennik, 1983 (Estados Unidos)
- Loxosceles sabina Gertsch & Ennik, 1983 (Estados Unidos)
- Loxosceles seri Gertsch & Ennik, 1983 (México)
- Loxosceles similis Moenkhaus, 1898 (Brasil)
- Loxosceles simillima Lawrence, 1927 (Sudáfrica)
- Loxosceles smithi Simon, 1897 (Etiopía)
- Loxosceles sonora Gertsch & Ennik, 1983 (México)
- Loxosceles spadicea Simon, 1907 (Perú, Bolivia, Argentina)
- Loxosceles speluncarum Simon, 1893 (Sudáfrica)
- Loxosceles spinulosa Purcell, 1904 (Sudáfrica)
- Loxosceles surca Gertsch, 1967 (Perú)
- Loxosceles taeniopalpis Simon, 1907 (Ecuador)
- Loxosceles taíno Gertsch & Ennik, 1983 (Bahamas, Jamaica, Hispaniola)
- Loxosceles tazarte Planas & Ribera, 2015 (Islas Canarias)
- Loxosceles tehuana Gertsch, 1958 (México)
- Loxosceles tenango Gertsch, 1973 (México)
- Loxosceles tenochtitlan Valdez-Mondragón et al., 2019 (México)
- Loxosceles teresa Gertsch & Ennik, 1983 (México)
- Loxosceles tibicena Planas & Ribera, 2015 (Islas Canarias)
- Loxosceles tlacolula Gertsch & Ennik, 1983 (México)
- Loxosceles unicolor Keyserling, 1887 (Estados Unidos, México, Sudamérica)
- Loxosceles valdosa Gertsch, 1973 (México)
- Loxosceles valida Lawrence, 1964 (Sudáfrica)
- Loxosceles variegata Simon, 1897 (Paraguay)
- Loxosceles virgo Gertsch & Ennik, 1983 (Islas Vírgenes)
- Loxosceles vicentei Vicente Villablanca, 2022 (Chile)
- Loxosceles vonwredei Newlands, 1980 (Namibia)
- Loxosceles weyrauchi Gertsch, 1967 (Perú)
- Loxosceles yucatana Chamberlin & Ivie, 1938 (México, Belice, Guatemala)
- Loxosceles zapoteca Gertsch, 1958 (México)

Cabe resaltar, que en la actualidad las especies Loxosceles aculicaput (Wunderlich, 2004), Loxosceles defecta (Wunderlich, 1988) y Loxosceles deformis (Wunderlich, 1998), son especies consideradas extintas.

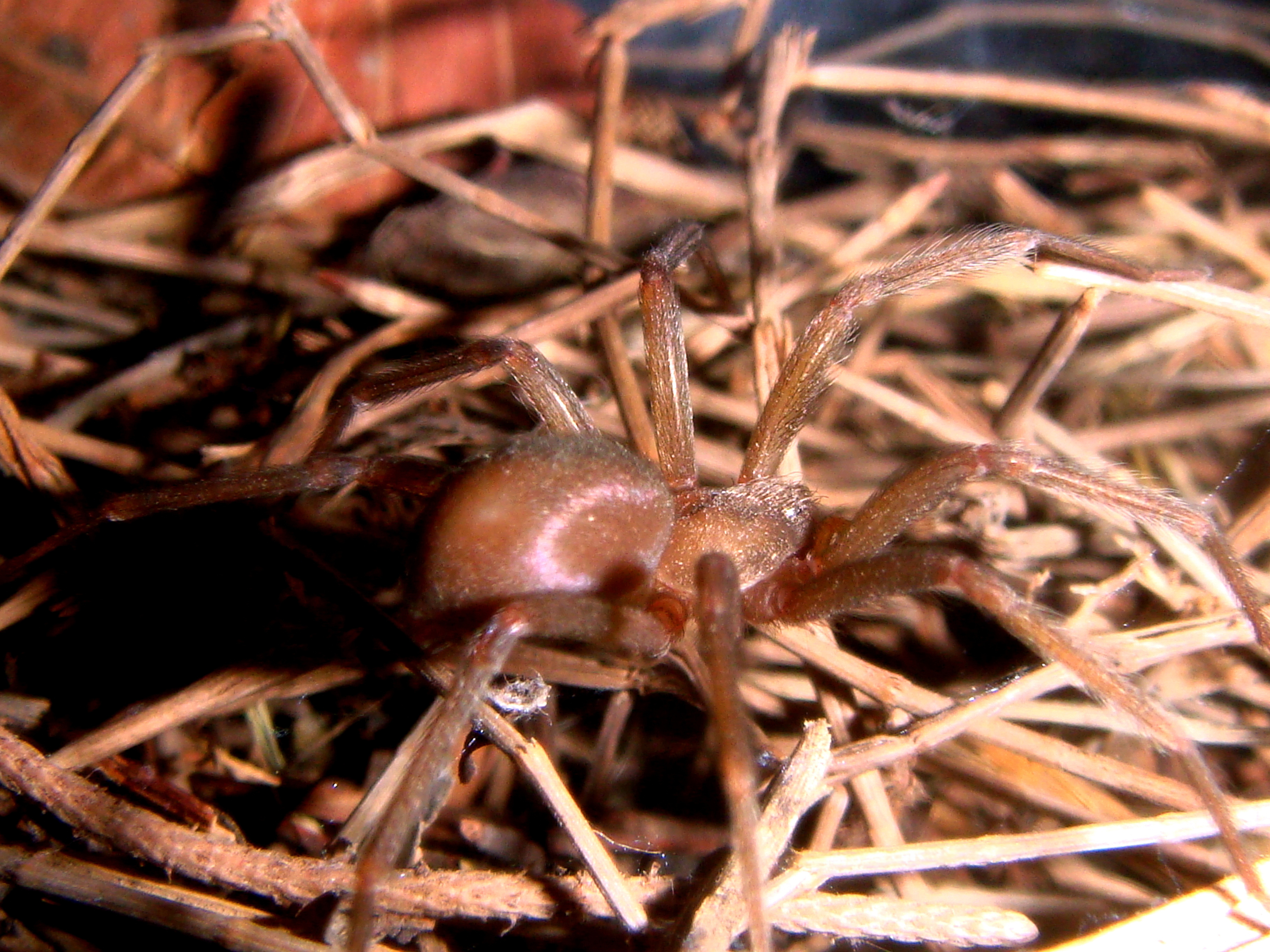
Loxosceles laeta
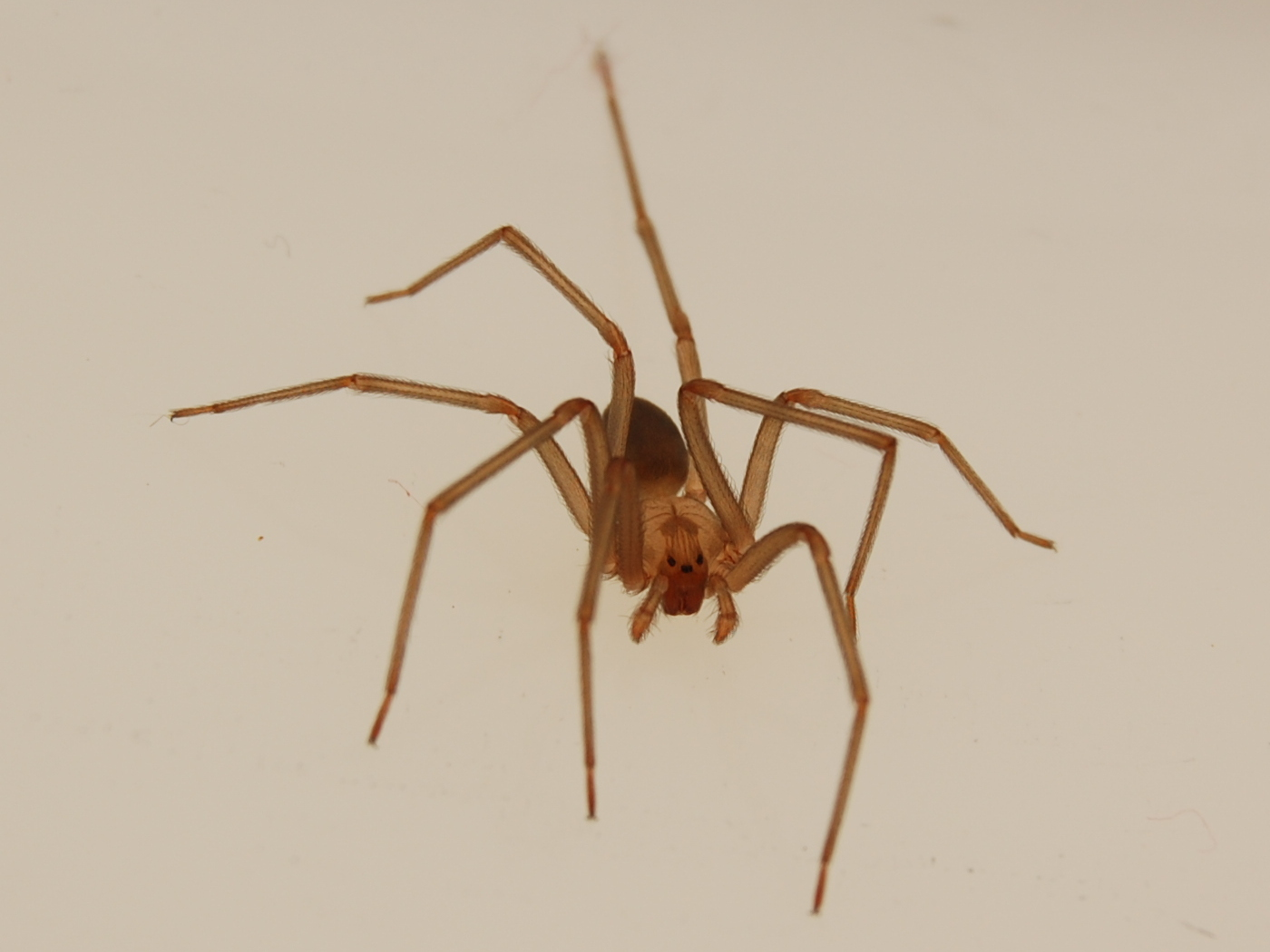
Loxosceles reclusa
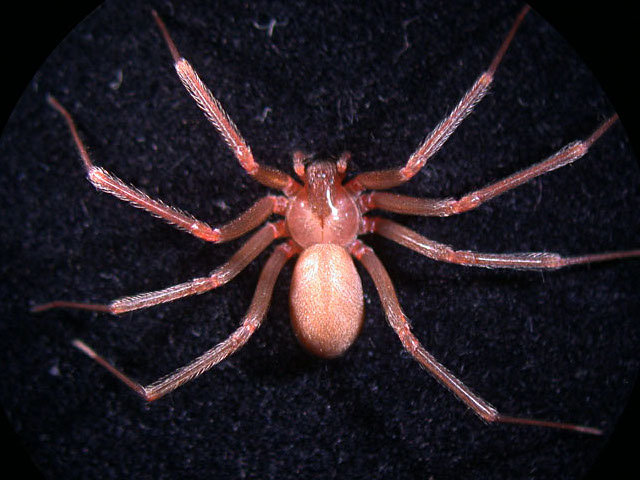
Loxosceles rufescens
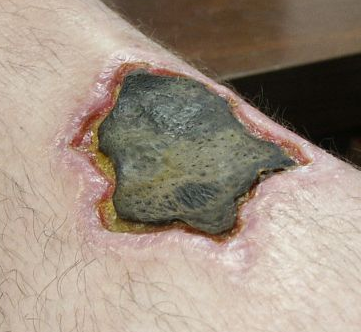
Necrosis causada por la picadura de Loxosceles reclusa